# 埃鲁内佩
埃鲁内佩（葡萄牙語：Eirunepé）是巴西亚马孙州西南部的一座城市，离马瑙斯直线距离1150公里，河流距离2417公里。它被认为具有生态潜力。这是巴西亚马逊州西南地区的第四大的城市。